# Puštík brazilský
Puštík brazilský (Strix hylophila) je sova z čeledi puštíkovití (Strigidae) a rodu Strix. Druh popsal Coenraad Jacob Temminck v roce 1825. Vyskytuje se v Jižní Americe a dle Mezinárodního svazu ochrany přírody je hodnocen jako málo dotčený. Jedná se o monotypický druh, systematické zařazení puštíka brazilského není zcela objasněno.

## Výskyt
Puštík brazilský se vyskytuje na jihovýchodě Jižní Ameriky, konkrétně na jihovýchodě Brazílie od Rio de Janeira k Rio Grande do Sul; na východě a jihu Paraguaye; a na severovýchodě Argentiny. V Paraguayi je většina populace omezena na povodí řeky Paraná. Puštík brazilský má podobný areál výskytu jako puštík bronzový (Pulsatrix koeniswaldiana).
K životu dává přednost nížinným a horským lesům, s obvykle hustým porostem, v maximální nadmořské výšce 1 810 m. Někdy se stahuje také do blízkosti lidských obydlí. Společně s puštíkem rezavonohým (Strix rufipes) je jedinou sovou z rodu Strix v Jižní Americe.

## Popis
Puštík brazilský měří na délku přibližně 35–39 cm, minimální velikost je 34 cm. Hmotnost se u samce odhaduje na 285 až 340 g, u samic 345 až 395 g. Peří tohoto druhu má tmavohnědé zbarvení, s bílým pruhováním. Obličejový disk je světle hnědý, nevýrazné obočí je bílé. Hruď je posázena žlutooranžovými pruhy. Puštík brazilský je sova bez „oušek”.

## Chování
O biologii těchto sov bylo zjištěno jen málo informací. Puštík brazilský v noci loví malé tvory, jako jsou jiní ptáci, drobní savci nebo hmyz, občasně loví též obojživelníky nebo plazy. S ostatními se dorozumívá typickými chrčivými zvuky, jež připomínají „grugruu-grugruu”. Doba rozmnožování u tohoto druhu není přesně zjištěna, hnízdí nejspíše mezi prosincem a březnem. V pohoří Sierra de Misiones byl 28. srpna 1992 zaznamenán namlouvací rituál puštíků, což naznačuje, že snůšky jsou v Misiones kladeny mezi koncem srpna a začátkem září. Hnízdo je umístěno ve stromové dutině, kam samice klade 2–3 bílá vejce (v intervalech asi 2 dnů). Inkubuje je 28–29 dní, zatímco samec jí zajišťuje potravu. Mláďata mohou létat za asi 35 dní po vylíhnutí, osamostatní se asi ve čtyřech měsících a do dalšího roku dosáhnou pohlavní dospělosti.

## Ohrožení
Puštík brazilský se zřejmě vyskytuje v nízkých populačních hustotách a je považován za vysoce citlivý druh na narušování stanovišť. Hrozby pramení především z těžby dřeva a vypalování porostů, možná i lovu. Současný počet dospělců ve volné přírodě není znám, dle Mezinárodního svazu ochrany přírody se však stále jedná o málo dotčený druh.
Vyskytuje se v řadě chráněných oblastí a je chráněn prostřednictvím přílohy II CITES.